# Norte (Barém)
Província do Norte (em árabe: المحافظة الشمالية; romaniz.: Muḥāfaẓat ash-Shamaliyah) é uma das quatro províncias do Reino do Barém. De acordo com o censo de 2016, tinha 326 305 residentes. Compreende 146 quilômetros quadrados.